# Middlesbrough
Middlesbrough eller Borough of Middlesbrough er en by i det nordøstlige England, med et indbyggertal (pr. 2007) på cirka 138.000. 
Byen ligger i grevskabet North Yorkshire i regionen North East England. Det er en af Englands største industribyer, med fokus på især stål- og kemikalieindustrien.
Middlesbrough er hjemby for fodboldklubben Middlesbrough F.C. og er fødeby for blandt andet den tidligere opdagelsesrejsende James Cook.